# Ringgenbach
Ringgenbach is een plaats in de Duitse gemeente Meßkirch, deelstaat Baden-Württemberg, en telt 190 inwoners (2004).